# أندرويد تي في
أندرويد تي في أو تلفاز أندرويد (بالإنجليزية: Android TV)‏ هو نسخة من نظام أندرويد تحتوي على تطبيقات وتقنيات خاصة، أول جهاز استعمله طورته شركة غوغل، بعدها صدرت نسخ أخرى على أجهزة مختلفة مثل أنفيديا شيلد تي في، ونكسيس بلير
أندرويد تي في هو إصدار من نظام تشغيل أندرويد مصمم لمشغلات الوسائط الرقمية وأجهزة فك التشفير وأشرطة الصوت  وأجهزة التلفزيون وتم تطويره بواسطة جوجل، يعمل كبديل لجوجل تي في، ويتميز بواجهة مستخدم مصممة حول اكتشاف المحتوى والبحث الصوتي ، وتصفح المحتوى الذي تم تجميعه من تطبيقات وخدمات الوسائط المختلفة، والتكامل مع تقنيات جوجل الحديثة الأخرى مثل مساعد جوجل وكاست ونوليدج جراف (معلومات رسومية).
تم الكشف عن النظام الأساسي لأول مرة في يونيو 2014 ، مع الكشف عن جهاز إطلاق نكسيس بلير Nexus Player في أكتوبر، وقد تم اعتماد النظام الأساسي أيضًا كبرنامج وسيط للتلفزيون الذكي من قبل شركات مثل سوني وشارب، في حين تم اعتماد منتجات أندرويد تي في أيضًا كجهاز فك تشفير من قبل عدد من موفري تلفزيون IPTV.
يتم توفير إصدار خاص يسمى أندرويد تي في أوبريتو تير Android TV Operator Tier لمشغلي الخدمة الذين ينفذون أندرويد تي في على الجهاز الذي يقدمونه لمشتركيهم للوصول إلى محتوى الوسائط، في هذا الإصدار، يمكن للمشغل تخصيص الشاشة الرئيسية والخدمات على الجهاز.

## نبذة تاريخية
تم الإعلان عن أندويد تي في لأول مرة بواسطة جوجل Google I / O في يونيو 2014 ، كخليفة لجوجل تي في الفاشل تجاريًا، وصفه موقع زا فيرج The Verge بأنه أكثر تماشيًا مع أنظمة تشغيل الوسائط الرقمية الأخرى، ولكن الاستفادة من مشروع الرسم البياني المعرفي لجوجل، وتوافق وكروم كاست Chromecast ، وتركيز أكبر على البحث، وعلاقات أوثق مع نظام أندرويد البيئي (بما في ذلك متجر جوجل بلاي والتكامل مع عائلات أندرويد الأخرى مثل مثل أندرويد وير، والتركيز على دعم ألعاب الفيديو على النظام الأساسي مع دعم لوحات ألعاب بلوتوث وإطار ألعاب جوجل بلاي . تلقى بعض الحاضرين مجموعة تطوير المنصة ADT-1 ؛ أفادت المعلومات أن جهاز ADT-1 يعتمد على جهاز إطلاق نكسيس تي في "Nexus TV" الذي تم تطويره داخليًا بواسطة جوجل .
كشفت جوجل النقاب عن أول جهاز أندرويد تي في، وهو نكسيس بلير Nexus Player الذي طورته إسوس Asus ، في حدث الأجهزة في أكتوبر 2014.
تم إصدار ADT-2 قبل إصدار أندرويد تي في 9.0.
تم إصدار أندرويد تي في 10 في 10 ديسمبر 2019 ، مع أيه دي تي 3 .

## وصلات خارجية
- الموقع الرسمي